# Stade lorrain université club Nancy tennis de table
Le Stade lorrain université club Nancy tennis de table, ou fréquemment appelé SLUC Nancy Tennis de table est un club français de tennis de table situé à Nancy. Il s'agit de la deuxième section phare du club omnisports du Stade Lorrain Université Club Nancy après le basket.

## Historique
Le club, créé à la suite de la disparition du Electro-Gaz Blénod Nancy, a été l'un des principaux acteurs du championnat féminin avec l'AC Boulogne-Billancourt dans les années 1970. L'équipe première masculine a également évolué en Nationale 1 dans les années 1970, 1980 puis dans les années 1990 et 2000. L'équipe masculine a disputé en 2006 sa seule saison en Pro B masculine. Après de nombreuses années en Nationale 1 (en première division puis avec les apparitions de la Superdivision et des Pro A et B), les hommes évoluent pour la deuxième phase en Nationale 2. À la suite de problèmes financiers, le club a dû renoncer à aligner son équipe au niveau national en 2013, le club n'est plus représenté qu'à l'échelon régional.

## Palmarès
- Championnat de France de Nationale 1 Féminine (3) :
  - Championnes en 1970, 1971 et 1973
  - Vice-Championnes en 1967
- Participations à la Coupe d'Europe

## Anciens Pongistes
Parmi les pongistes de l'équipe masculine figurait Nicolas Pujol, qui a été Champion de Lorraine, Sébastien RIGONI ainsi que Andrzej Jakubowicz, ancien international polonais, médaillé de bronze aux mondiaux et d'argent aux championnats d'Europe, double champion du monde universitaire, licencié au SLUC entre 1994 et 2001.
- Yveline Leclerc
- Marie-Claude Leclerc
- Garaffi (rival direct de Jacques Secrétin dans les années 1970)
- Jean-Denis Constant